# کردیتو امیلیانو
کردیتو امیلیانو (انگلیسی: Credito Emiliano) شرکت خدمات مالی و بانکداری ایتالیایی است، که در سال ۱۹۱۰ تأسیس شد.